# Aang
Aang – główny bohater amerykańskiego serialu animowanego Awatar: Legenda Aanga.

## Opis ogólny
12-letni, ostatni mag Powietrza (w rzeczywistości Aang ma 112 lat, jeśli liczyć 100-letnią hibernację w lodzie). Jest najnowszą reinkarnacją Awatara i jest ostatnim magiem Powietrza (innych zabił Naród Ognia), którego obowiązkiem jest posiąść kontrolę nad wszystkimi czterema żywiołami i odbudowanie zburzonej przez Naród Ognia równowagi. Początkowo nie wierzył w wojnę z Narodem Ognia. Jego debiut nastąpił w pierwszym odcinku pod tytułem Chłopiec w górze lodowej. Ma ponad 100-letniego latającego bizona Appę i latającego lemura Momo.

## Charakter
Aang uwielbia podróżować i jest zawsze gotów uczyć się nowych rzeczy. Przez cały czas jednak pozostaje w pewien sposób naiwny w swej wierze w świat i ludzi i nieraz jest zbyt zaabsorbowany otaczającymi go wydarzeniami, by zauważyć, że nie wszystko jest czarno-białe.

## Wygląd
Ubiera się jak przeciętny Mag Powietrza, tj. w żółtą koszulę i czerwone spodnie. Aang ma między 140-160 centymetrów wzrostu. Na głowie ma wytatuowaną niebieską strzałę, która poprzez kark wchodzi na jego plecy. Dodatkowe tatuaże posiada na rękach i nogach. Gdy przechodzi w "stan awatara" tatuaże zaczynają świecić.

## Magia Aanga
Gdy Aang opanował magię powietrza wymyślił własną technikę magii o nazwie powietrzny skuter, czyli kuli wypełnionej powietrzem, na której się siedzi, lub stoi. Na powietrznym skuterze latał po raz pierwszy w odcinku Król Omashu i openingu serialu animowanego. W kolejnych odcinkach następnych sezonów opanował również magię Ziemi, Ognia i Wody.

## Historia

### Dzieciństwo (wydarzenia przed zamrożeniem w kuli lodowej)
Aang we wczesnej młodości został oddany mnichom w Południowej Świątyni Powietrza przez swoich rodziców. Jako Nomad Powietrza podróżował dużo po świecie. Podczas swojego dzieciństwa Aang mieszkał, był wychowywany, oraz uczony w swoim domu w Południowej Świątyni Powietrza pod czujnym okiem mnicha Gyatso. Gdy Aang skończył sześć lat, on i reszta Nomadów Powietrza wybrali się do Wschodniej Świątyni Powietrza gdzie każdy wybrał sobie latającego bizona na kompana. Aang wybrał Appę. Bardzo szybko się uczył, w wieku sześciu lat był lepszy niż jego starsi koledzy, zaś w wieku dwunastu lat był równie dobry, jak jego nauczyciele magii powietrza.
W dalszym ciągu dużo podróżował, zwłaszcza do innych Świątyń Powietrza, ale także do Królestwa Ziemi, między innymi do Omashu, gdzie poznał swojego nieco ekscentrycznego przyjaciela – Bumiego. W związku z niepokojącymi posunięciami Narodu Ognia, sugerującymi wojnę, Nomadowie Powietrza poinformowali go, że jest Avatarem w wieku dwunastu lat (normalnie dzieje się to w wieku szesnastu lat).
Następnie, gdy już nauczył się podstaw bycia Avatarem, Aang miał zostać wysłany do Wschodniej Świątyni Powietrza aby nauczyć się reszty, z dala od Mnicha Gyatso. Gdy przypadkiem usłyszał o tym, uciekł na swoim latającym bizonie – Appie. Chwilę po ucieczce on i jego latający stwór natrafili na sztorm, zostali wtrąceniu do wody przez falę. Aang, by się ratować, wszedł w Stan Avatara i użył kombinacji magii wody z magią powietrza aby zamrozić siebie i Appę.

## Ciekawostki
- Dzięki magii powietrza Aang może czasami biegać z prędkością do ok. 1000 km/h (tj. 1 km w około 3,6 sekundy).
- Zwykle Awatar dowiaduje się o swoim przeznaczeniu w wieku 16 lat. Aang dowiedział się gdy miał 12, ze względu na niepokojące znaki (wojnę)[1].
- Aang podkochuje[2] się w Katarze.
- W trzecim sezonie Aang ma włosy. Wyrastają między odcinkami Rozdroża przeznaczenia i Przebudzenie. Goli je w odcinku Dzień Czarnego Słońca cześć 1 - Inwazja.
- W walce z Ozaiem udało mu się przechwycić błyskawice władcy ognia, techniką opracowaną osobiście przez Iroh'a
- Aang jest wegetarianinem, o czym dowiadujemy się już w trzecim odcinku Południowa Świątynia Powietrza
- Aang nauczył się magii energii od lwio-żółwia w odcinku Kometa Sozina cz. 2: Starzy mistrzowie. Dzięki niej zablokował chi Lordowi Ozai, przez co nie musiał go zabijać.
- Aang ma trójkę dzieci: Tenzina, Kyę, i Bumiego. Bumi i Tenzin są nomadami powietrza, a Kya jest magiem wody.
- W filmie aktorskim Ostatni władca wiatru z 2010 roku w postać Aanga wcielił się amerykański aktor Noah Ringer[3].